# シンク (アレサ・フランクリンの曲)
「シンク」（Think）は、アメリカ合衆国の歌手アレサ・フランクリンが1968年に発表した楽曲。フランクリン自身と、当時の夫であったテッド・ホワイトが共作した。1968年のアルバム『アレサ・ナウ』から先行シングルとしてリリースされた。歌詞は自由をテーマとしており、フェミニストの賛歌としても評価されている。

## 反響・評価
アメリカではBillboard Hot 100で7位に達し、『ビルボード』のR&Bシングル・チャートでは3週にわたって1位を獲得した。また、シングルのB面にはサム・クックのカヴァー「ユー・センド・ミー」が収録され、この曲も『ビルボード』にチャート・インしてHot 100で56位、R&Bシングル・チャートで28位を記録した。
全英シングルチャートでは9週チャート圏内に入って、最高26位に達した。
ピッチフォーク・メディアのスタッフが2006年に選出した「1960年代のベスト・ソング200」では15位にランク・イン。

## セルフ・カヴァー
フランクリンは1980年の映画『ブルース・ブラザース』に出演した際、劇中で「シンク」を歌っており、このヴァージョンは同作のサウンドトラック・アルバムにも収録されている。また、1989年のアルバム『愛の嵐』（原題：Through the Storm）において「シンク」をセルフ・カヴァーしている。

## 他メディアでの使用例
フランクリンの歌唱による「シンク」は、上記『ブルース・ブラザース』におけるセルフ・カヴァー以外にも多くの映画のサウンドトラックで使用された。例として『想い出のジュエル』（1988年公開）、『8月のメモワール』（1994年公開）、『ダンボドロップ大作戦』（1995年公開）、『同級生』（1998年公開）、『ブリジット・ジョーンズの日記 きれそうなわたしの12か月』（2004年公開）等がある。
日本では、2013年にジーユー「レギンスパンツ」のコマーシャルソング、2014年開始の『痛快TVスカッとジャパン』の使用曲、2019年にサントリー「ジムビーム」のコマーシャルソングとして使用された。

## カヴァー
- ドクター・ロニー・スミス - ロニー・スミス名義で発表したアルバム『シンク』（1968年）に収録。
- ジョーン・オズボーン - アルバム『How Sweet It Is』（2002年）に収録。
- キャサリン・マクフィー - リアリティ番組『アメリカン・アイドル』のシーズン5で歌唱。コンピレーション・アルバム『American Idol Season 5: Encores』（2006年）にも収録された[19]。
- 島津亜矢（「アヤ・シマヅ」名義）（2024年）